# Agata Młynarska-Klonowska
Agata Młynarska-Klonowska (ur. 1946) – polska śpiewaczka operowa i pedagog.

## Życiorys
Absolwentka Państwowej Wyższej Szkoły Muzycznej we Wrocławiu (klasa Eugeniusza Sąsiadka, dyplom z wyróżnieniem w 1973). W 1974 została solistką Opery Wrocławskiej (debiutowała w tej operze w 1973 śpiewając partię Sereny w Porgy and Bess Gershwina). Śpiewała również m.in. w Operze Śląskiej w Bytomiu, Operze Krakowskiej, Teatrze Wielkim w Poznaniu. Laureatka konkursów wokalnych: m.in. Międzynarodowego Konkursu Śpiewaczego im. Francisco Vinasa w Barcelonie (I nagroda w 1975). 
W latach 1975–1985 oraz od 1997 pedagog w Akademii Muzycznej we Wrocławiu. Jest profesorem sztuk muzycznych. Jej wychowanki w klasie śpiewu to m.in. Wioletta Chodowicz i Joanna Zawartko.